# Wilhelm Stenhammar
Carl Wilhelm Eugen Stenhammar (7. februar 1871 i Stockholm – 20. november 1927 i Jonsered, Västergötland) var en svensk komponist, pianist og dirigent.
Fra 1907 til 1922 var han kunstnerisk leder af Gøteborg symfoniorkester, der var Sveriges første professionelle orkester. I Stenhammars tid spillede orkestret ofte musik af hans personlige venner som Jean Sibelius og Carl Nielsen. Han har skrevet 3 symfonier, (hvoraf nr. 3 er kun er et fragment), orkesterværker, kammermusik, 2 klaverkoncerter, 6 strygekvartetter etc. 

## Udvalgte værker
- Symfoni nr. 1 (i F-dur) (1902–1903) - for orkester
- Symfoni nr. 2 (i G-mol) (1911–1915) - for orkester
- Symfoni nr. 3 (i C-dur) (1918) (fragment) - for orkester
- 2 Klaverkoncerter (1893, 1904-1907) - for klaver og orkester